# Presque Isle County
Presque Isle County är ett administrativt område i delstaten Michigan, USA. År 2010 hade countyt 13 376 invånare. Den administrativa huvudorten (county seat) är Rogers City.  

## Geografi
Enligt United States Census Bureau har countyt en total area på 6 664 km². 1 709 km² av den arean är land och 4 955 km² är vatten.   

### Angränsande countyn
- Alpena County - sydost
- Montmorency County - sydväst
- Cheboygan County - väst